# Brunei
Brunei (uitspraak: [bruˈnɛɪ] of [bryˈnɛɪ]), officieel de Staat Brunei Darussalam (Maleis: Negara Brunei Darussalam), is een land in Zuidoost-Azië. Het ligt op het eiland Borneo en bestaat uit twee delen die elk aan de Zuid-Chinese Zee liggen en verder geheel worden omringd door Maleisië. Brunei is met 5.765 km² iets groter dan Gelderland in Nederland of de provincies Antwerpen en Limburg samen in België.

## Geschiedenis
Brunei was vanaf de 14e eeuw een onafhankelijk sultanaat en omvatte toen het zuiden van de Filipijnen, Sarawak en Sabah. In 1888 werd het een Brits protectoraat. De vertegenwoordigers van de Britse koning waren de Britse residenten in Brunei en later de hoge commissarissen.
Op 6 januari 1942 bezetten de Japanners Brunei. Op 14 juni 1945 werd Brunei door de Engelsen heroverd. Het sultanaat werd uiteindelijk op 1 januari 1984 onafhankelijk.
Sinds 1967 regeert sultan Hassanal Bolkiah als absoluut vorst. Het half gekozen en half benoemde parlement uit de Britse tijd werd na de onafhankelijkheid afgeschaft, maar in 2004 hersteld.
Brunei heeft affiliaties met APEC, ASEAN en het Gemenebest van Naties (voorheen het Brits Gemenebest).

## Bestuurlijke indeling

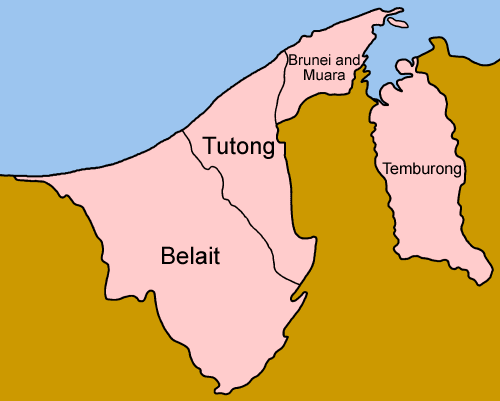
Districten van Brunei

Brunei is onderverdeeld in vier districten, die daerah worden genoemd:
- Belait
- Brunei en Muara
- Temburong
- Tutong

## Demografie

### Bevolking
Ongeveer twee derde van de bevolking is van Maleise afkomst. Chinezen vormen de belangrijkste etnische minderheid (15 procent van de bevolking).

### Taal
De officiële taal is het Maleis; daarnaast is Chinees een belangrijke taal. Ook wordt in Brunei Engels gesproken.

### Religie
De soennitische islam is de officiële religie van Brunei. Volgens de grondwet moet de sultan moslim zijn. Hij is ook de religieuze leider van de moslimbevolking van Brunei. Andere religies in Brunei zijn boeddhisme (7% van de bevolking, voornamelijk onder Chinezen), en christendom (7% van de bevolking). De contractarbeiders die op onder andere de rubberplantages aan het werk werden gezet, waren hindoeïstisch.
Sedert 1990 streeft de regering ernaar om de Maleise islamitische monarchie in het bewustzijn van het volk te verankeren (verbod op christelijke feestdagen en alcohol, invoering van meer islamitische feestdagen). Brunei kent geen godsdienstvrijheid. In 2013 kondigde sultan Hassanal Bolkiah aan dat het islamitische strafrecht progressief ging worden ingevoerd.

## Cultuur
De cultuur van Brunei lijkt sterk op de Maleise cultuur, met veel invloed van het hindoeïsme en de islam.
Kinderen dragen net zoals in veel andere landen schooluniformen. Alcohol is niet te koop in winkels in Brunei, uit religieuze overwegingen. Er zijn geen discotheken of nachtclubs. Veel activiteiten vinden thuis plaats, zoals karaoke.
Alcohol wordt gekocht in Sarawak, een gedeelte van Maleisië. Een buitenlander mag maximaal twaalf blikjes bier en twee flessen wijn of sterke drank importeren voor eigen gebruik.
Brunei kent naast de islamitische en christelijke feestdagen twee nationale feestdagen: op 23 februari wordt de onafhankelijkheid gevierd en op 15 juli de verjaardag van de sultan.
In Brunei kent men drie typen identiteitskaarten, namelijk geel (officiële inwoners), rood (permanente bewoners) en groen (buitenlanders met een werkvisum). Het is als buitenlander vrij moeilijk om een rode identiteitskaart te bemachtigen; de periode bedraagt voor mannen minimaal twintig jaar (mits getrouwd met een Bruneise vrouw). Voor een buitenlandse vrouw (getrouwd met Bruneise man) gaat het aanzienlijk sneller, tussen de drie en vijf jaar.

## Economie
De productie van ruwe olie en gas is goed voor bijna 90% van het bnp. Daarnaast is er kledingindustrie. De gezondheidszorg en studie zijn gratis; olie, rijst en woningen worden gesubsidieerd. Brunei streeft ernaar minder afhankelijk te worden van de inkomsten uit olie en gas. Brunei is lid van de APEC.
Muara Port is een haven in Muara circa 29 km van Bandar Seri Begawan. Hier is ook de Muara Container Terminal.
Op arbeidsloon of op producten wordt geen accijns geheven. Op een auto zit gemiddeld 20% belasting. Wegenbelasting bedraagt gemiddeld 25 euro per jaar.

## Geografie
Brunei bestaat uit twee delen, beide aan de Baai van Brunei gelegen, maar niet verbonden met elkaar. Van de bevolking leeft 97 procent in het westelijke deel dat het grootste is. Ongeveer tienduizend inwoners leven in het bergachtige oostelijke deel, in de provincie Temburong. Brunei claimt delen van de Spratly-eilanden.

### Steden
De belangrijkste steden zijn de hoofdstad Bandar Seri Begawan, de havensteden Kuala Belait en Muara en de oliestad Seria. In Seria wonen veel buitenlanders (Britten, Nederlanders) die daar ter plaatse voor de lokale oliemaatschappijen werken.
| Plaats              | Inwoners (1991*) |
| ------------------- | ---------------- |
| Kampong Ayer        | 24.383           |
| Bandar Seri Begawan | 21.484           |
| Kuala Belait        | 21.163           |
| Seria               | 21.082           |
| Tutong              | 13.000           |

### Bezienswaardigheden

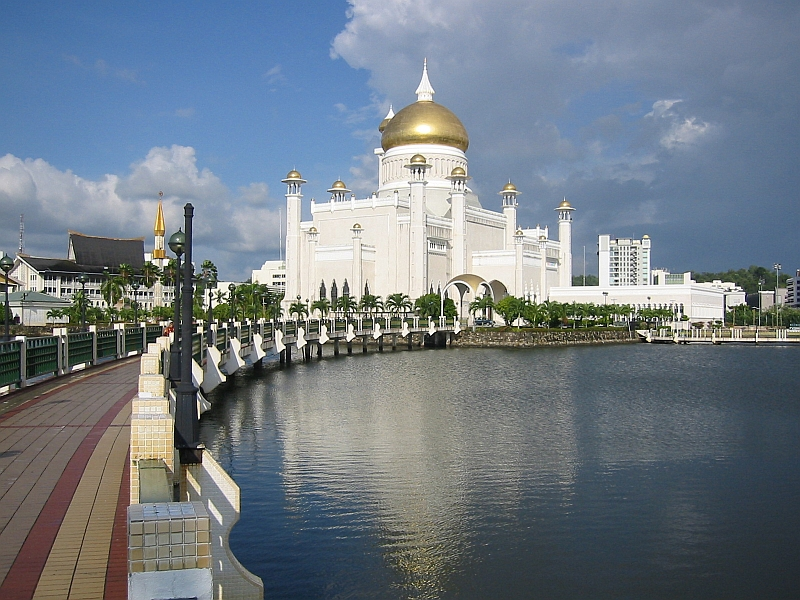
Sultan Omar Ali Saifuddin-moskee

- Bandar Seri Begawan met onder andere de Sultan Omar Ali Saifuddin-moskee en Istana Nurul Iman, het paleis van sultan Hassanal Bolkiah.

## Klimaat
Het klimaat is tropisch, met hoge temperaturen, een hoge luchtvochtigheid, en zware regenval.

## Gezondheidszorg
Gezondheidszorg in Brunei is gratis.
Raja Isteri Pengiran Anak Saleha Hospital in Bandar Seri Begawan is het grootste ziekenhuis in Brunei. Het is geopend op 28 augustus 1984. Het is 170.000 m² groot en ligt circa 0,8 km buiten het centrum.

## Media
Media in Brunei verdedigen vooral de standpunten van de regering.
- Kranten in Brunei zijn Borneo Bulletin, Media Permata en The Brunei Times.
- De regering van Brunei heeft zes televisiekanalen die gebruikmaken van DVB-T (RTB 1, RTB 2, RTB 3 (HD), RTB 4, RTB 5 en RTB New Media (Game portal)) en vijf radiostations (National FM, Pilihan FM, Nur Islam FM, Harmony FM en Pelangi FM).
- Ook is er kabel-tv (Astro-Kristal) en het radiostation Kristal FM.
- UBD FM is een online radiostation van de Universiteit Brunei Darussalam.[8]

## Natuur
Brunei heeft diverse natuurgebieden zoals onder andere het Tasek Merimbun Heritage Park. Er zijn nog ongerepte stukken tropisch regenwoud.
Het Ulu Temburong Nationaal Park is gelegen ten zuiden van het district Temburong met 550 km² bos. Het heeft een onderzoekscentrum, het Kuala Belalong Rainforest Field Studies Centre, dat alleen per boot bereikbaar is.
Een gebied ter grootte van 25 hectare van het Kuala Belalong-gebied is voor projecten in samenwerking met de Universiteit Brunei Darussalam, Kuala Belalong Field Studies en het Smithsonian Tropical Research Institute. Het wordt het Belalong Rainforest Experience genoemd.

## Onderwijs
Onderwijs in Brunei is gratis.
- De Universiteit Brunei Darussalam is een universiteit sinds 1985 in Bandar Seri Begawan. Er zijn twaalf studierichtingen en circa 2800 studenten.[9]
- De Universiteit Islam Sultan Sharif Ali is een islamitische universiteit sinds 2007. Deze heeft vier studierichtingen.[10]

## Politiek

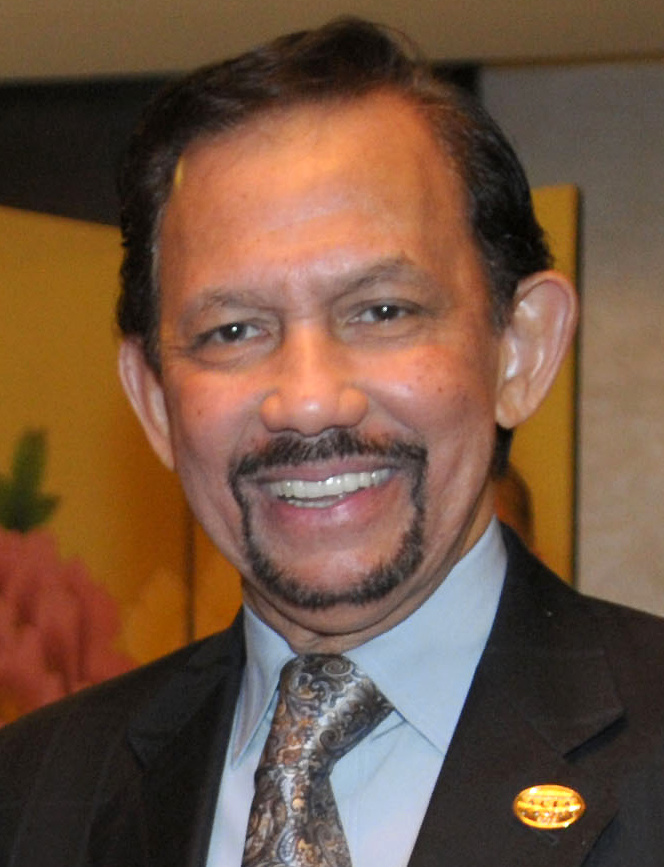
Hassanal Bolkiah, de sultan van Brunei

De sultan van Brunei, sultan Haji Hassanal Bolkiah Mu'izzaddin Waddaulah, is een van de rijkste mensen ter wereld.
Hij is staatshoofd en tevens regeringsleider (eerste minister). Hij wordt bijgestaan door adviesraden en ministers. Er is geen gekozen wetgevende macht. De eerste minister wordt door de sultan aangewezen, momenteel oefent hij die functie dus zelf uit.

## Verkeer en vervoer
Brunei International Airport is de internationale luchthaven.
De hoofdstad is per bus bereikbaar vanuit het westen van Brunei of via Miri in Sarawak in Maleisië vanaf de Sungai Tujuh Bus Terminal en via de kustweg.
Het oosten van Brunei (Temburong) is bereikbaar vanuit Sarawak in Maleisië, via Limbang vanaf de Kuala Lurah Bus Terminal.
Het busstation in Bandar Seri Begawan is gelegen in Jalan Cator. Er zijn zes busroutes in de omgeving van Bandar Seri Begawan: de Central Line, Circle Line, Eastern Line, Southern Line, Western Line en de Northern Line.
Er is ook een busverbinding met de plaatsen Tutong, Seria en Kuala Belait.
Er is een watertaxi, bekend onder de naam penambang, tussen Bandar Seri Begawan en Kampong Ayer. Er zijn ook verbindingen naar Temburong en Limbang, Lawas, Sundar en Labuan in Maleisië.
Het wegennet in Brunei is goed ontwikkeld. Er zijn diverse snelwegtrajecten, waarbij de route langs de noordkust vanaf Kuala Belait via Seria naar Bandar Seri Begawan de langste is. Deze snelweg telt 2x2 rijstroken en bestaat uit een aantal delen die samen 85 kilometer lang zijn. Daarna liggen er nog twee snelwegtrajecten in Bandar Seri Begawan zelf, die het totale snelwegennet naar 120 kilometer brengen. In Brunei wordt, evenals in buurland Maleisië, links gereden. De hoofdstad Bandar Seri Begawan is uitgestrekt en kent een groot onderliggend wegennet. Files komen er niet veel voor.
In 2014 werd begonnen met de bouw van de Temburong Bridge. Dit is een verkeersbrug die beide delen van het land met elkaar verbindt over de Brunei Bay. Het gaat om het grootste infrastructurele project van Brunei. Het betreft onder meer lange viaducten over kustmangroven en over de baai waarin een tuibrug is opgenomen die de rivier Labu overspant. De brug is op 17 maart 2020 opengesteld. Aan diverse aansluitingen en bijkomende werken werd daarna nog gewerkt. De brug is met een lengte van 30 kilometer de langste brug in Zuidoost-Azië en behoort tot de 20 langste bruggen ter wereld. Op 14 juli 2020 kreeg de brug de naam Sultan Haji Omar Ali Saifuddien Bridge, ter ere van de vader van de huidige sultan, die beschouwd wordt als de grondlegger van het moderne Brunei.

## Sharia
In april 2014 werd in het sultanaat Brunei de sharia, een islamitische wetgeving, van kracht. De sharia gold alleen voor moslims en niet voor christenen, boeddhisten of mensen die een ander geloof aanhangen.
Volgens sultan Hassanal Bolkiah moet de sharia worden gezien als een speciale richtlijn van Allah. De invoering ervan is volgens hem in lijn met de geschiedenis van het land. In 2019 werd de sharia algemeen ingevoerd, maar een maand later werd het weer opgeheven door internationale druk.